# Zasada d’Alemberta (robotyka)
Zasada d’Alemberta – zasada stosowana podczas wyprowadzania modelu matematycznego (a dokładniej dynamiki) kołowego robota mobilnego.
Zasada ta stwierdza, że: ciało spoczywa w układzie nieinercjalnym, gdy suma wszystkich sił działających, łącznie z siłą bezwładności, równa się zero.

## Definicja formalna
Siły {\displaystyle F} nie wykonują pracy na dopuszczalnych przesunięciach:
{\displaystyle F^{T}dq=0,} gdzie:
{\displaystyle dq=q^{'}dt.}
Innymi słowy, jeśli obiekt (robot) porusza się w dozwolonym kierunku, to siła ta przestaje oddziaływać na niego. Sytuacja ta ma miejsce w przypadku robota holonomicznego, gdzie:
{\displaystyle F(q)=0,}
{\displaystyle q} – ograniczona przestrzeń stanu.

## Zastosowanie
Zasada ta stosowana jest razem z ograniczeniami Pfaffa. Jak wiadomo, ograniczenia te przyjmują postać:
{\displaystyle A(q)dq=0.}
Po zastosowaniu wektora mnożników Lagrange’a {\displaystyle \lambda } uzyskujemy:
{\displaystyle \lambda ^{T}A(q)dq=0,}
oraz:
{\displaystyle F^{T}=\lambda ^{T}A(q),}
{\displaystyle F=A^{T}(q)\lambda .}
Równanie to podstawiamy do uogólnionej postaci równań dynamiki.